# أندري كورديا
أندري كودريا (بالفرنسية: Andrei Cordea) لاعب كرة قدم روماني ولد في 24 يونيو 1999 يلعب حالياً في نادي الطائي السعودي.

## وصلات خارجية
أندري كورديا على موقع قاعدة بيانات كرة القدم.إي يو (الإنجليزية)
- أندري كورديا على موقع ناشيونال فوتبول تيمز (الإنجليزية)
- أندري كورديا على موقع Soccerway.com (الإنجليزية)